# Sthenó
Sthenó je v řecké mytologii dcera mořského boha Forkýna a jeho manželky a sestry Kétó.
Je jednou z Gorgon. Jsou tři a jmenují se Sthenó, Euryalé a Medúsa a jsou opravdu šeredné (původně byly nádherné). Vypadají obludně: rozšklebená tvář, zvířecí uši, místo zubů kly. Kolem hlavy se místo vlasů kroutí hadi. Mají křídla, kovové pěsti, šupinaté těla. Místo zadních končetin prý mají hadí ocas. Při pohledu na ně člověk zkamení, přinejmenším tedy při pohledu na Medúsu, která z nich jediná byla smrtelná.
Gorgony žijí v nejzápadnějších končinách země, až na březích Ókeanu. Mají také sourozence – tři hašteřivé stařeny Graie a bratra Ládóna, obrovského draka.
Podle pověstí byly (alespoň Medúsa možná ale všechny) spanilé dívky, alespoň o tom vypráví Ovidius ve 4. knize svých Proměn. Pro jejich ješitnost je bohové proměnili v příšery, nenávidějící lidi.
Medúsu zabil řek Perseus s pomocí bohyně Athény a také tří Graií. Hlavu mrtvé Medúsy daroval bohyni Athéně, která si ji připevnila na svůj štít.